# Philipp Auer
Philipp Jacob Auer (* 8. September 1831 in Metzingen; † 7. März 1912 ebenda) war ein deutscher Politiker.

## Beruf
Nach dem Besuch der Volksschule erlernte Philipp Auer zunächst das Bierbrauerhandwerk, gab die Ausbildung dann aber aus gesundheitlichen Gründen auf und war in der Landwirtschaft tätig. Er wurde außerdem Gastwirt und übernahm das Gasthaus Linde. Als Lindenwirt war er in Metzingen bekannt.

## Politik
Mehr als 40 Jahre gehörte Philipp Auer dem Gemeinderat der Stadt Metzingen an. 1886 wurde er in einer Ersatzwahl im Oberamtsbezirk Urach für den ausgeschiedenen Georg Friedrich Lenz in die Zweite Kammer des württembergischen Landtags gewählt, dem er bis 1895 angehörte. Auer stand der Deutschen Partei nahe, war aber nicht Mitglied dieser Partei.
1875 wurde er in die Freimaurerloge Zu den 3 Cedern in Stuttgart zum Freimaurer aufgenommen.

## Familie
Philipp Auer war der Sohn des Bäckers Tobias Auer (1791–1864) und der Maria Magdalena Auer geb. Kostenbader (1790–1853) und hatte elf Geschwister. 1855 heiratete er Christiane Schäfer, sie hatten zehn Kinder. 